# Heterolepidoderma grandiculum
Heterolepidoderma grandiculum is een buikharige uit de familie Chaetonotidae. Het dier komt uit het geslacht Heterolepidoderma. Heterolepidoderma grandiculum werd in 1979 voor het eerst wetenschappelijk beschreven door Mock. 